# Boiga guangxiensis
Boiga guangxiensis este o specie de șerpi din genul Boiga, familia Colubridae, descrisă de Wen 1998. A fost clasificată de IUCN ca specie cu risc scăzut. Conform Catalogue of Life specia Boiga guangxiensis nu are subspecii cunoscute.